# Aero A.300
L'Aero A.300 est un bombardier moyen quadriplace tchèque de la Seconde Guerre mondiale.
En 1936 le Ministère de la Défense Nationale (MNO) de Tchécoslovaquie lança un programme de modernisation de la Československeho Vojenskeho Letectva (ČSVL). Pour répondre au Type IV, un bombardier moyen très rapide, Aero proposa l’A.206, un A.204 au fuselage modifié, avec une structure renforcée pour accepter des moteurs Bristol Mercury construits sous licence par Walter. Le programme attira tous les constructeurs du pays, Letov proposant le Š-43, Avia les B-36 et B-158 (en), ČKD-Praga le E-48. Après de nouvelles modifications, en particulier l’adoption d’un empennage bidérive, le A.206 devint A.300 et un prototype fut mis en chantier en 1937. Mais il ne prit l’air qu’en 1938, piloté par Karel Vaněk. Ce bimoteur atteignait 456 km/h à pleine charge et une série de 15 appareils furent commandés à ČKD-Praga sous la désignation B-72, tandis que la Grèce négociait une licence de production pour 12  à   20 exemplaires. En mars 1939 le prototype fut saisi par les Allemands, et transféré chez Focke-Wulf pour essais. On en perd alors la trace.